# Dotillidae
Famille
Les Dotillidae sont une famille de crabes amphibies. 
Elle comprend 59 espèces en 9 genres.

## Caractéristiques
Comme tous les représentants de la super-famille des Ocypodoidea, ces crabes vivent dans des terriers creusés dans le sable humide des plages, et se nourrissent dans la laisse de mer. Une partie des représentants de cette famille sont connus pour agglomérer des boulettes de sable à l'aide de leur salive visqueuse (en anglais, sand bubbler crabs). 

## Liste des genres
- Dotilla Stimpson, 1858
- Dotilloplax Tweedie, 1950
- Dotillopsis Kemp, 1919
- Ilyoplax Stimpson, 1858
- Potamocypoda Tweedie, 1938
- Pseudogelasimus Tweedie, 1937
- Scopimera De Haan, 1835
- Shenius Serène, 1971
- Tmethypocoelis Koelbel, 1897

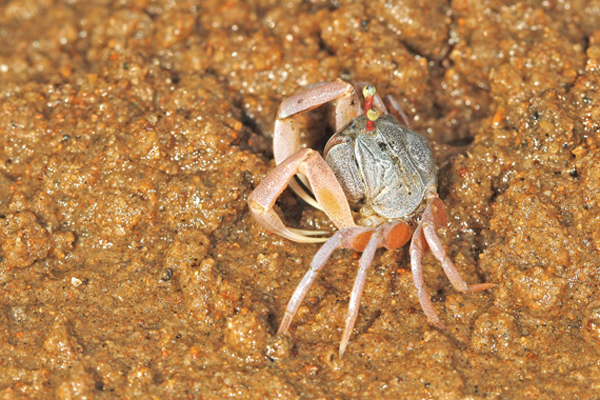
Dotilla myctiroides
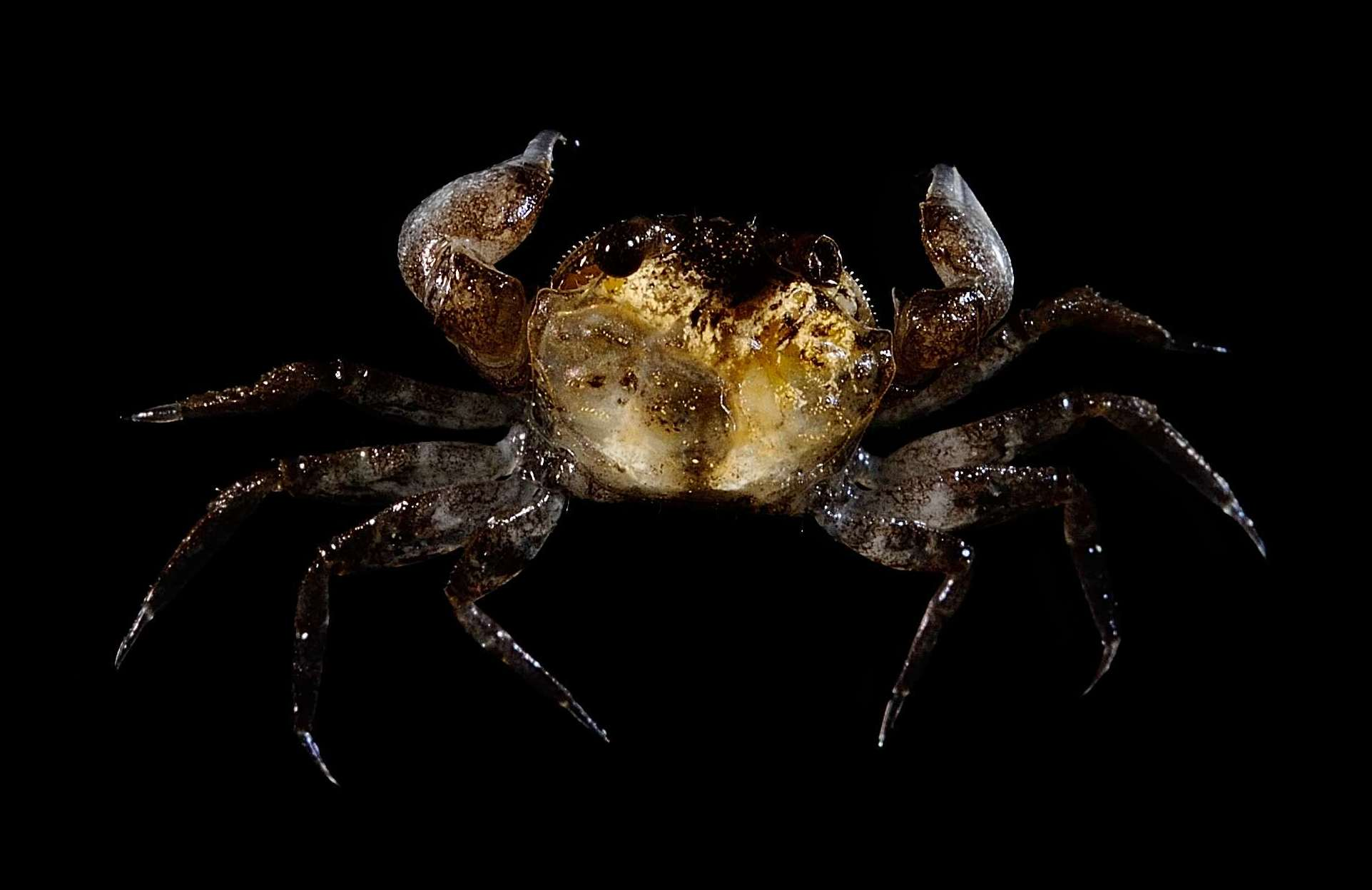
Ilyoplax sp.
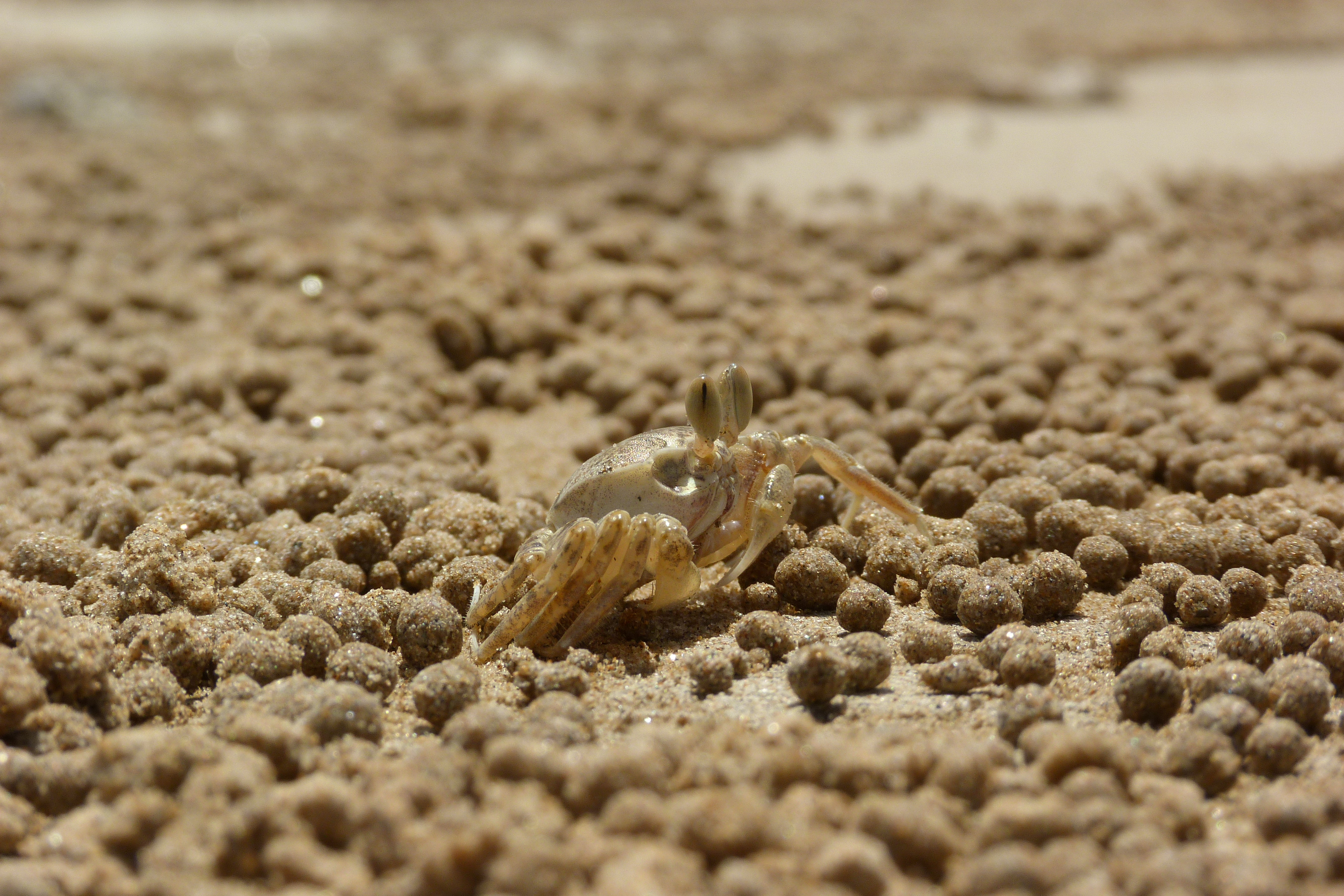
Scopimera inflata

## Référence
- Stimpson, 1858 : Prodromus descriptionis animalium evertebratorum, quae in Expeditione ad Oceanum Pacificum Septentrionalem, a Republica Federata missa, Cadwaladaro Ringgold et Johanne Rodgers Ducibus, observavit et descripsit. Pars V. Crustacea Ocypodoidea. Proceedings of the Academy of Natural Sciences of Philadelphia vol. 10, p. 93–110.

## Source
- Ng, Guinot & Davie, 2008 : Systema Brachyurorum: Part I. An annotated checklist of extant brachyuran crabs of the world. Raffles Bulletin of Zoology Supplement, n. 17 p. 1–286.